# Michael Gordon
Michael Gordon (Baltimore, 6 de septiembre de 1909 - Los Ángeles, 29 de abril de 1993) fue un director de cine estadounidense. Es el abuelo del actor Joseph Gordon-Levitt.

## Biografía
Michael Gordon nació en Baltimore a Maryland, con el nombre de Irving Gordon Kunin, en una familia de religión judía. Después de graduarse en la Universidad de Yale, comenzó su carrera en los años 40 como director de diálogos y después como editor, comenzando en 1942 como director.
Hasta 1948 dirige películas de serie B de bajo presupuesto, pero ese mismo año comienza a supervisar la dirección de dos obras notables, Another Part of the Forest (1948) y An Act of Murder (1948), un melodrama sombrío con Fredric March. Al año siguiente, rodó The Lady Gambles (1949) con Barbara Stanwyck y un jovencísimo Tony Curtis.
A pesar de eso, 1950 sería su año de oro gracias a Cyrano de Bergerac (1950), que le permitió a José Ferrer ganar el Oscar al mejor actor. En 1951 Gordon rodó sus dos últimas películas antes de la llegada del maccarthismo y pusiese en peligro su carrera, dejándolo inactivo. La primera fue I Can Get It for You Wholesale(1951), con Susan Hayward, una comedia que explica con realismo extremp el mundo absolutamente sin escrúpulos del comercio (el guion era de Abraham Polonsky, otro de los perseguidos por el maccarthismo), mientras que la siguiente The Secret of Convict Lake (1951) el director sugería que hay circunstancias donde es conveniente mentir a la ley para fomentar la justicia popular. De 1951 a 1959, su afiliación a diferentes asociaciones de "izquierda" impide trabajar a Gordon y su retorno a los escenarios tuvo lugar en 1959 con Pillow Talk, comedia con Doris Day y Rock Hudson. A  esta película le siguieron otras muy incisivas, casi todas ellas comedias, con la excepción de la espectacular Portrait in Black (1960), con Lana Turner. Se retiró de los escenarios a principios de la década de los 70.

## Filmografía[3]
- 1942: Boston Blackie Goes Hollywood
- 1942: Underground Agent
- 1943: One Dangerous Night
- 1943: El oráculo del crimen (Crime Doctor)
- 1947: La araña (The Web)
- 1948:  Another Part of the Forest
- 1948: Vive hoy para mañana (An Act of Murder)
- 1949: Dirección prohibida (The Lady Gambles)
- 1950: Mujer oculta (Woman in Hiding)
- 1950: Cyrano de Bergerac
- 1951: Ambición de mujer (I Can Get It for You Wholesale)
- 1951: El secreto de Convict Lake (The Secret of Convict Lake)
- 1952: All Hallowe'en
- 1959: Confidencias de medianoche (Pillow Talk)
- 1960: Boys' Night Out (Portrait in Black)
- 1962: Una vez a la semana (Boys' Night Out)
- 1963: Tres herederas (For Love or Money)
- 1963: Apártate, cariño (Move Over, Darling)
- 1965: El favor (A Very Special Favor)
- 1966: Texas (Texas Across the River)
- 1968: La edad difícil (The Impossible Years)
- 1970: How Do I Love Thee?